# Abelse categorie
In de categorietheorie, een abstract deelgebied van de wiskunde, is een abelse categorie een categorie, waarin morfismen en objecten kunnen worden toegevoegd waarin kernen en cokernen bestaan en tevens bepaalde eigenschappen hebben. Het prototype van een abelse categorie is de categorie van abelse groepen Ab. De theorie is ontstaan uit een voorzichtige poging door Alexander Grothendieck om verschillende cohomologietheorieën te verenigen. Abelse categorieën zijn zeer stabiele categorieën, bijvoorbeeld omdat ze regelmatig zijn en aan het slangenlemma voldoen. De klasse van abelse categorieën is gesloten onder verschillende categorische constructies, bijvoorbeeld, de categorie van ketencomplexen van een abelse categorie, of de categorie van functors van een kleine categorie om een abelse categorie zijn ook abels. Deze stabiliteitseigenschappen maken ze onvermijdelijk in de homologische algebra en daarbuiten. De theorie heeft belangrijke toepassingen in algebraïsche meetkunde, cohomologie en de zuivere categorietheorie.

## Geschiedenis
Abelse categorieën werden geïntroduceerd door Buchsbaum in 1955 (onder de naam "exacte categorie") en Grothendieck in 1957 om verschillende cohomologietheorieën te verenigen. Mac Lane zei dat Grothendieck de abelse categorie definieerde, maar er is een referentie die zegt dat Eilenbergs leerling, Buchsbaum, het concept voorstelde in zijn proefschrift. Grothendieck maakte het begrip populair onder de naam "abelse categorie".
In die tijd was er een cohomologietheorie voor schoven en een cohomologietheorie voor groepen. De twee waren verschillend gedefinieerd, maar ze hadden vergelijkbare eigenschappen. In feite werd een groot deel van de categorietheorie ontwikkeld als taal om deze overeenkomsten te bestuderen. Grothendieck verenigde de twee theorieën: ze ontstaan allebei als afgeleide functoren op abelse categorieën; de abelse categorie van schoven van abelse groepen op een topologische ruimte, en de abelse categorie van G-modulen voor een gegeven groep G.